# بشری البستانی
بشریٰ حمدی البُستانی (۱۹۴۹) شاعر، ناقد ادبی و استاد دانشگاه عراقی است. در موصل به دنیا آمد. دکترای نقد ادبی دارد. از سال ۱۹۸۵ تا کنون به عنوان استاد نقد و ادبیات مدرن در دانشکدهٔ ادبیات دانشگاه موصل کار می‌کند. عضو اتحادیهٔ عمومی نویسندگان در عراق، سندیکای روزنامه نگاران، اتحادیهٔ زنان و رئیس بخش مطالعات روزنامه الحدباء است. البستانی به عنوان پژوهشگر ادبی چندین اثر نوشته است و به عنوان شاعر، شعر آزاد می‌سراید.

## زندگی و پیشه
بُشریٰ حمدی فتحی البُستانی در شهر موصل در سال ۱۹۴۹ به دنیا آمد، جایی که در آنجا بزرگ شد و تحصیلات ابتدایی خود را به پایان رساند. او از یک خانوادهٔ عراقی وابسته به طایفهٔ طیء است. تحصیلات ابتدایی خود را در مدرسهٔ العراقیه و تحصیلات متوسطه را در مدرسه متوسطه المعرفه و مدرسهٔ مرکزی موصل گذراند. به بغداد رفت تا تحصیلات دانشگاهی خود را در گروه زبان عربی در دانشکدهٔ تربیت دانشگاه بغداد تکمیل کند. پس از اخذ مدرک لیسانس به موصل بازگشت و به عنوان معلم زبان عربی در مدارس آن مشغول به کار شد. پس از اخذ مدرک فوق لیسانس ۱۹۸۳ و دکترای نقد ادبی در ۱۹۹۰ به تدریس دانشگاهی در دانشکده ادبیات دانشگاه موصل مشغول شد. در سال ۱۹۹۸ عنوان پروفسور و در سال ۲۰۰۰ عنوان استاد اول در دانشگاه موصل به وی اعطا شد.
او تا سال ۱۹۸۱ به عنوان معلم زبان عربی در مدرسهٔ متوسطهٔ موصل، دارالمعلمین و مؤسسه معلمان و به عنوان مدیر مدرسه متوسطه الکفاح کار کرد. از سال ۱۹۸۵ تا کنون به عنوان استاد نقد و ادبیات مدرن در دانشکدهٔ ادبیات دانشگاه موصل کار می‌کند. در فعالیت‌های فرهنگی سازمان‌های توده ای از طریق مسئولیت کمیتهٔ فرهنگ، رسانه و هنر اتحادیهٔ عمومی زنان عراق در سال‌های ۱۹۷۴–۱۹۹۴ شرکت کرد. او دو بار مدال علم را از وزارت آموزش عالی و تحقیقات علمی، دو بار نشان خلاقیت را از وزارت فرهنگ و هنر و نشان «زن شریف» را از اتحادیهٔ عمومی زنان عراق دریافت کرد. او عضو اتحادیهٔ نویسندگان عراق، سندیکای روزنامه‌نگاران عراقی و واحد فرهنگ و رسانهٔ اتحادیهٔ عمومی زنان عراق است. البستانی رئیس گروه مطالعات روزنامهٔ «الحدباء» است. او به نمایندگی از عراق در چندین کنفرانس بین‌المللی از جمله کنفرانس درسدن در آلمان در سال ۱۹۸۲، کنفرانس بین‌المللی پراگ در سال ۱۹۸۶ و کنفرانس بیروت برای زنان آفرینشگر عرب در سال ۱۹۹۱ شرکت کرد.
شعر او «میهن‌دوستانه، احساسی و آمیخته با برخی نمادها»، از سوی محمد التونجی توصیف شده است. از نگاه سلمان هادی الطعمه، «شعر بشری با تصاویر روشنی آمیخته است که در آنها احساسات روح شاعرانهٔ سرشار از عاطفه و اندیشه و تخیل آشکار می‌شود.»مؤسسه عربی برای تحقیقات و انتشارات در بیروت کتابی با عنوان «آثار منظوم» از البستانی در سال ۲۰۱۲ منتشر کرد که شامل آثار شعری او از ۱۹۷۰ تا ۲۰۱۰ است.

## آثار
از جمله مجموعه‌های شعری وی:
- ما بعد الحزن: دار النهضه، بیروت، ۱۹۷۱.
- الأغنية والسكين: وزارت فرهنگ، بغداد، ۱۹۷۵.
- أنا والأسوار: دانشگاه موصل، ۱۹۷۸.
- زهر الحدائق: وزارت فرهنگ، بغداد، ۱۹۸۴.
- أقبل كفِّ العراق: وزارت فرهنگ، بغداد، ۱۹۸۸.
- البحر يصطاد الضفاف: وزارة فرهنگ، بغداد، ۲۰۰۰.
- ما تركته الريح: انتشارت اتحادیهٔ نویسندگان عرب، دمشق، ۲۰۰۱.
- مكابدات الشجر: وزارت فرهنگ، بغداد، ۲۰۰۲.
- مائدة الخمر تدور: دار دجله، موصل، ۲۰۰۴.
- أندلسيات لجروح العراق: المؤسسة العربیة للدراسات والنشر، بیروت، ۲۰۱۰.
- مخاطبات حواء: دار شمس، قاهره، ۲۰۱۰.
- مواجع باء- عين: دار مجدلاوی، امان، ۲۰۱۱.
- كتاب الوجد: دار فضاءات، امان، ۲۰۱۱.
- خماسية المحنة: دار فضاءات، امان، ۲۰۱۲.
- البسي شالك الأخضر وتعالي: دار فضاءات، امان، ۲۰۱۴.

داستان:
- هواتف الليل: دار دجله، امان، ۲۰۱۲.

دربارهٔ نقد و ادبیات:
- شعر البعث والتاسيس من عام 1947 حتى ثورة تموز 1968: پایان‌نامهٔ کارشناسی ارشد، دانشگاه موصل، ۱۹۸۴.
- دراسات في شعر المرأة العربية: دار البلسم، امان، ۱۹۸۸.
- البناء الفني لشعر الحرب في العراق 1980 ـ 1988: دانشگاه موصل، ۱۹۹۰.
- قراءات في النص الشعري الحديث: دار الکتاب العربی، الجزیره، ۲۰۰۲.
- الإيقاعي والدلالي، قراءة في قصيدة السلام المباح للشاعر عبد الوهاب إسماعيل: اتحادیه نویسندگان، بغداد، ۲۰۱۰.
- في الريادة والفن، قراءة في شعر شاذل طاقة: دار مجدلاوی، امان، ۲۰۱۰.
- وحدة الإبداع وتداخل الفنون: دار فضاءات، امان، ۲۰۱۱.